# Gardiners Creek
Gardiners Creek är ett vattendrag i Australien. Det ligger i regionen Boroondara och delstaten Victoria, nära delstatshuvudstaden Melbourne.
Runt Gardiners Creek är det i huvudsak tätbebyggt. Runt Gardiners Creek är det mycket tätbefolkat, med 2 915 invånare per kvadratkilometer. Genomsnittlig årsnederbörd är 1 244 millimeter. Den regnigaste månaden är juli, med i genomsnitt 140 mm nederbörd, och den torraste är januari, med 49 mm nederbörd.